# Georges Jennen

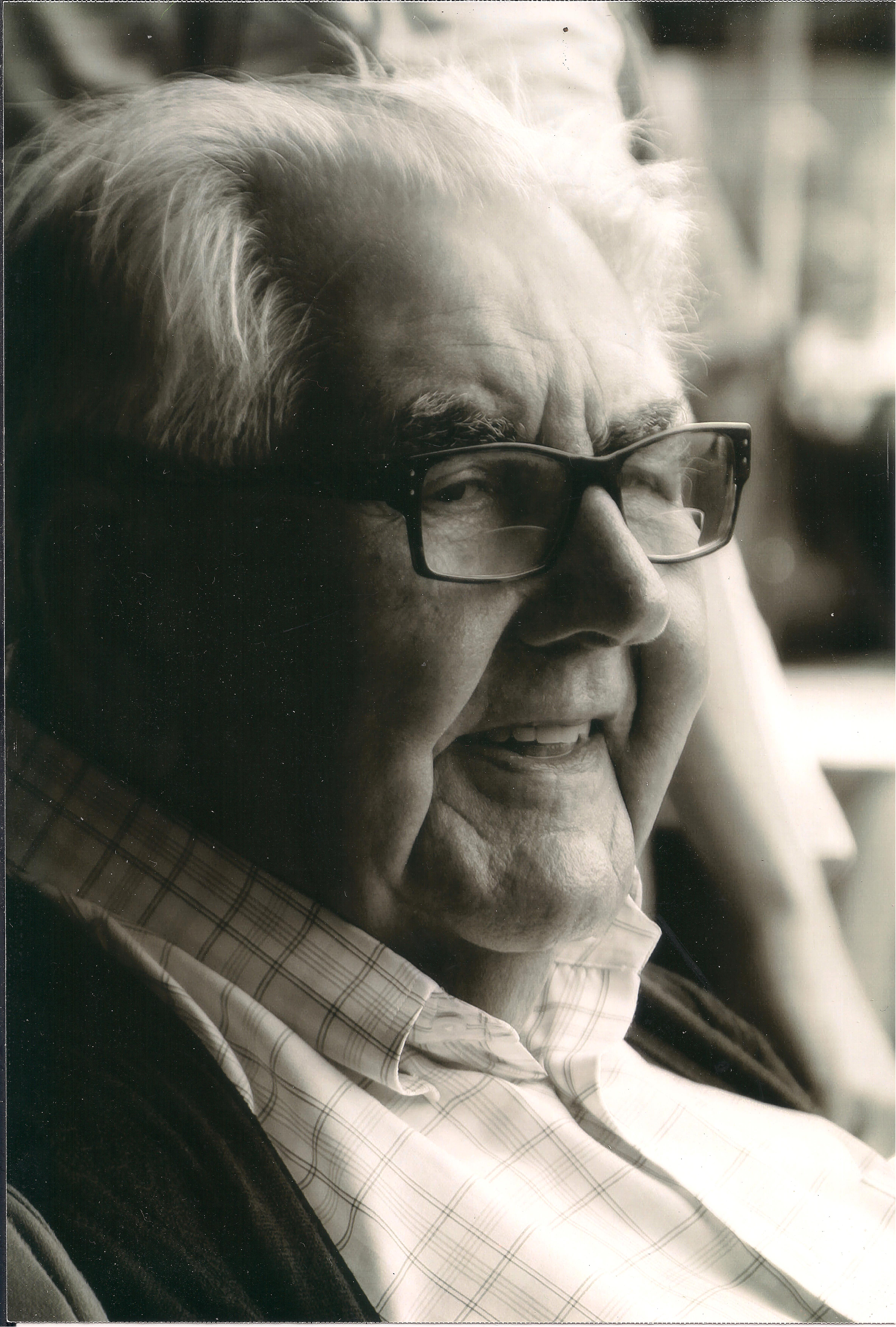
Georges Jennen

Georges Jennen (Schriek, 22 maart 1929 - 7 februari 2020) was een Belgisch onderwijzer en politicus.
Jennen werd geboren in Schriek, parochie van Grasheide (Putte). Hij was de jongste van vier en had nog drie broers. Georges Jennen ging naar de gemeenteschool te Grasheide tot zijn 14 jaar. Nadien begon Georges aan zijn studies te Mechelen voor onderwijzer. Eerst de voorbereidingsjaren en dan vier jaar normaalschool. In 1949 behaalde hij zijn diploma. Toen Georges van de normaalschool kwam heeft hij nog drie jaar lessen gevolgd in Mechelen aan de tuinbouwschool.
Georges Jennen startte zijn onderwijzersloopbaan in Kapelle-op-den-Bos. In 1951 is hij daar benoemd. Enkele jaren later kwam er een plaats vrij in de broederschool te Putte. Georges zelf zei het volgende hierover in het boek “Grasheide 1905-2005. Stempel van een eeuw” : “Dat is een van de schoonste dagen van mijn leven geweest, dat ik van Kapelle terug naar hier mocht komen…” 
In 1960 had Georges de “Raiffeisenkas” (later Cera, nu KBC) overgenomen te Grasheide. In 1972 werd hem gevraagd om ook de Raiffeisenkas van Putte mee op te volgen. Hij heeft de school dan laten staan en is voltijds kantoorhouder geworden.
Begin jaren zestig zette Georges Jennen ook zijn eerste stappen in de politiek. Men kwam hem vragen om in Putte in het bestuur van de CVP te komen. Georges was getrouwd met de dochter van Jules Bogaerts die toen op Grasheide de man was van de CVP. Georges was niet steeds akkoord met de manier van politiek voeren van de toenmalige CVP.
Zelf zei hij hierover het volgende: “Ik herinner me nog dat ik eens zei na een vergadering van de CVP: ‘Ik ga bij Warreke Vermeulen een pint drinken, wie heeft er zin om mee te gaan?’ Dat viel niet in goede aarde gezien Warreke gekend was als een overtuigd liberaal. Ik wist niet dat zoiets kon. Ik vond dat de partij te veel in zichzelf gekeerd was. Later is dat fel verbeterd.”
In 1970 waren het gemeenteraadsverkiezingen. In Putte was Vic Van Eetvelt binnengehaald. Op Grasheide wilde de CVP Georges Jennen op de lijst. De CVP won de verkiezingen en Georges werd eerste schepen. In 1974 werd Vic Van Eetvelt deputé van de provincie Antwerpen. Dit betekende dat hij geen burgemeester meer mocht zijn. Georges werd door de CVP verkozen als opvolger en werd op 5 juli 1974 door de koning benoemd als burgemeester van Putte.
In 1976 waren het gemeenteraadsverkiezingen in de nieuwe gefuseerde gemeente Putte: Beerzel (toen liberaal-socialistisch gemeentebestuur) en een stuk van Peulis kwamen bij Putte. De CVP won de verkiezingen. Ook de verkiezingen van 1982 en 1988 werden, onder het burgemeesterschap van Georges Jennen, gewonnen door de CVP. Het aantal voorkeurstemmen van Georges schommelde rond de 2000. In 1994 werd Georges 65 jaar en heeft hij beslist om niet meer mee te doen. Hij zei hierover het volgende: “Ik dacht, het is heel goed geweest. Ik ben tot de laatste minuut graag burgemeester geweest. Ik heb het geen minuut tegen mijn goesting gedaan en heb er veel plezier aan beleefd.” Georges verkreeg de titel ereburgemeester.
Onder het burgemeesterschap van Georges Jennen werd heel wat verwezenlijkt, ook op Grasheide. De belangrijkste verwezenlijkingen: vernieuwing vanaf 1971 van alle binnenwegen, de heraanleg van de Haachtsebaan en de Grensstraat, de heraanleg van het dorp in 1986, de uitbreiding van het kerkhof, de uitbouw van de nieuwe bibliotheek, de uitbouw van nutsvoorzieningen enz.
Vanaf zijn pensioen genoot hij van zijn vrije tijd: werken in de moestuin, uitstapjes met familie enz.
Georges huwde in 1953 met Maria Bogaerts. Ze kregen 6 kinderen, 4 kleinkinderen en 4 achterkleinkinderen.
Georges overleed op 7 februari 2020. Hij werd 90 jaar. 